# Streptocarpus baudertii
Streptocarpus baudertii är en tvåhjärtbladig växtart som beskrevs av L.L. Britten. Streptocarpus baudertii ingår i släktet Streptocarpus och familjen Gesneriaceae. Inga underarter finns listade i Catalogue of Life.